# Оконін (Ґрудзьондзький повіт)
Оконін (пол. Okonin, нім. Okonin) — село в Польщі, у гміні Ґрута Ґрудзьондзького повіту Куявсько-Поморського воєводства.
Населення — 448 осіб (2011).
У 1975-1998 роках село належало до Торунського воєводства.

## Демографія
Демографічна структура станом на 31 березня 2011 року:
|          | Загалом | Допрацездатний вік | Працездатний вік | Постпрацездатний вік |
| -------- | ------- | ------------------ | ---------------- | -------------------- |
| Чоловіки | 227     | 47                 | 160              | 20                   |
| Жінки    | 221     | 46                 | 127              | 48                   |
| Разом    | 448     | 93                 | 287              | 68                   |